# Ronde van Szeklerland
De Ronde van Szeklerland is een meerdaagse wielerwedstrijd in Szeklerland, Roemenië. De wedstrijd werd voor het eerst verreden in 2007 en maakt sinds 2008 deel uit van de UCI Europe Tour in de categorie 2.2.

## Lijst van winnaars

### Meervoudige winnaars
| Overwinningen | Renner         | Land     | Jaren      |
| ------------- | -------------- | -------- | ---------- |
| 2             | Vitalij Popkov | Oekraïne | 2009, 2012 |

### Overwinningen per land
| Overwinningen | Land                                   |
| ------------- | -------------------------------------- |
| 3             | Bulgarije, Oostenrijk, Polen           |
| 2             | Duitsland, Oekraïne, Rusland, Tsjechië |
| 1             | Moldavië, Slowakije                    |